# Familistère des Docks rémois
Pour les articles homonymes, voir Familistère.
Le Familistère des Docks rémois  est un immeuble Art déco de Reims à Reims dans le département français de la Marne en région Grand Est. Il a été construit à partir de 1925.
Il doit son nom aux magasins Docks rémois qui en firent leur siège, un magasin et un lieu d'exposition permanentes. À partir de 1928, l'École supérieure de commerce de Reims occupe les locaux. 
Le bâtiment a été le siège du journal L'Union avant de devenir un lieu qui accueille des commerces et des bureaux. En 1978, le magasin Monoprix partait du Petit-Paris pour s’installer dans le Familistère.

## Architecture et décoration
En 1920 les Docks-rémois rachetaient les terrains des maisons ruinées par la guerre et la maîtrise est confiée à la Société de construction et d'installation industrielle dirigée par l'architecte Jean Walter. L'architecte des Docks-rémois était Pol Gosset, la maçonnerie et les pierres de taille sont confiées à l'entreprise Blondet et le béton armé réalisé par l'entreprise Coignet de 1925 à 1927 sur un terrain faisant angle des rue de Vesle et rue de Talleyrand. Les sculptures sont de Chatillon, le ferronnier est Raymond Subes. Une plaque sur sa façade rue de Vesle rappelle qu'ici séjourna Napoléon en 1814.

## Galerie d'images

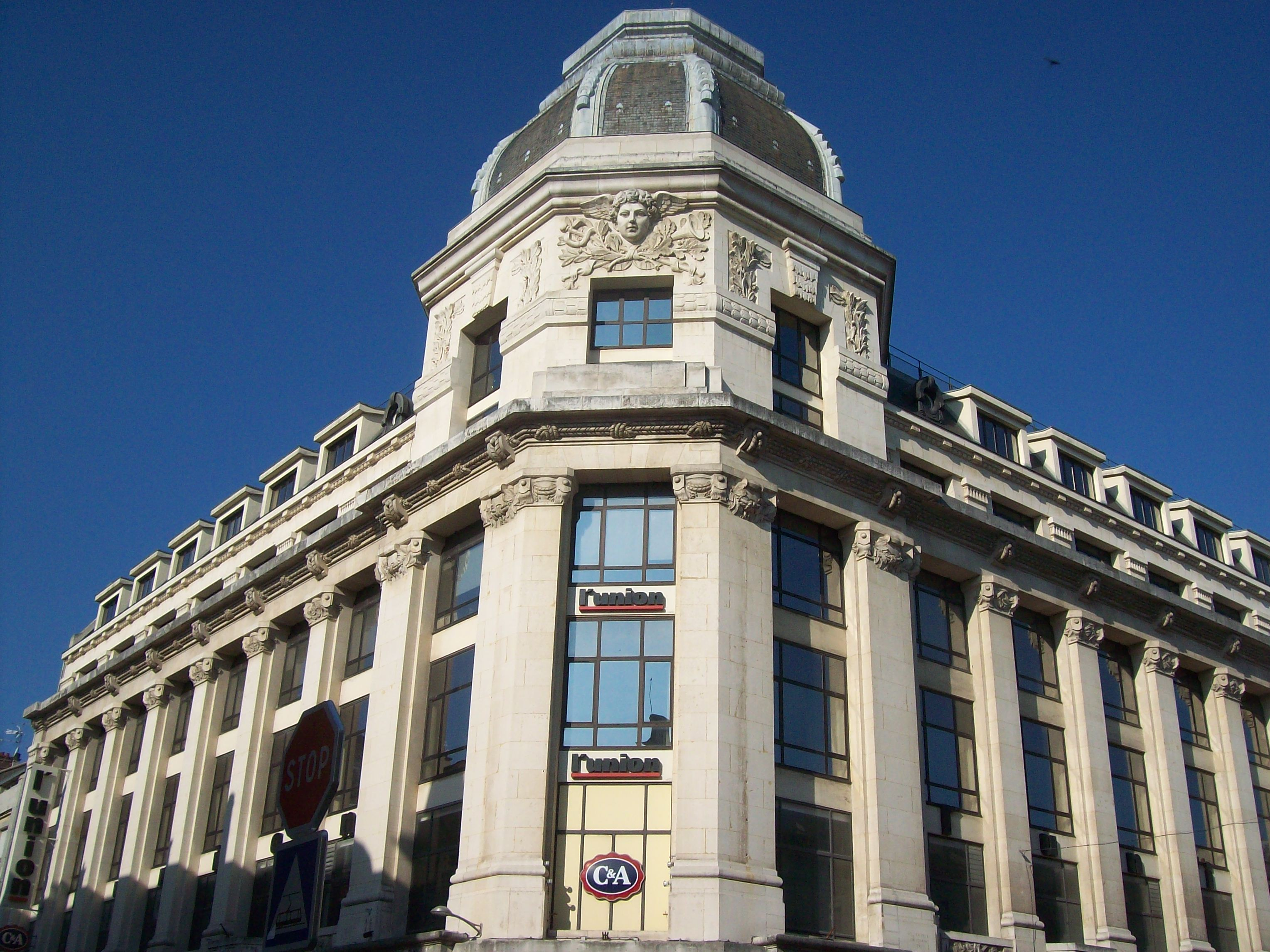
Angle des rues de Vesle et Talleyrand.
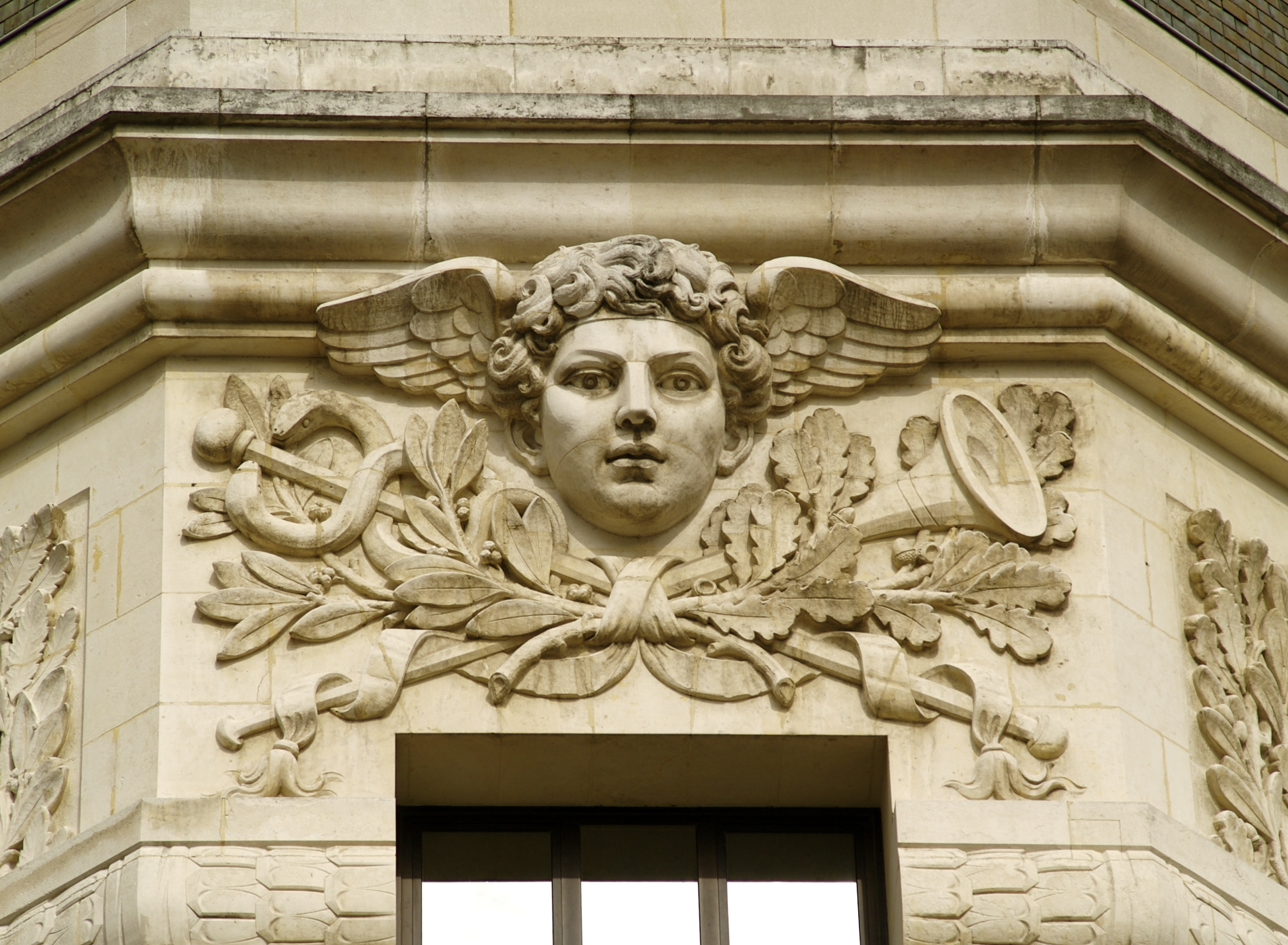
Mercure.
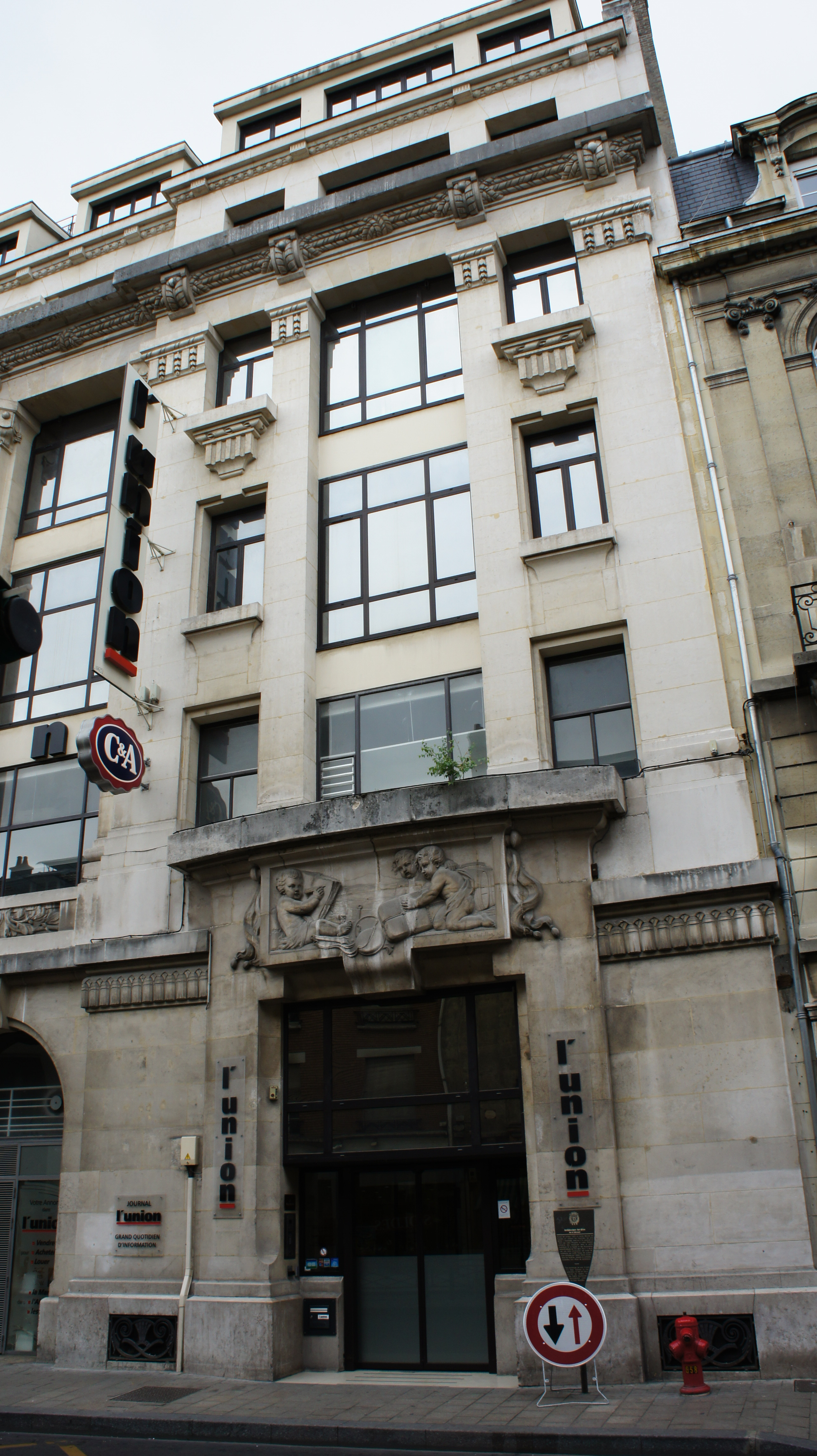
Entrée rue Talleyrand.